# Твібері
Твібері (груз. ტვიბერი) — льодовик, лежить на південних схилах гірської системи Великий Кавказ в районах історичної області Сванеті, що в Грузії. Тала вода впадає в однойменну річку (притока р.Мулкхра).

## Розмір
Перший список льодовиків Кавказу був складений 1911 році.
У топографічних картах за 1890 рік поверхня льодовика становила від 43.1км² до 49 км². В ці роки Твібері був одним з найбільших льодовиків Грузії. У 1959-1960 роках відбулась топографічна зйомка де було з'ясовано, що площа льодовика зменшилася на 24,3 км².
У 2005 році площа льодовика була 23 км²; довжина 7.8 км.